# Microeletrônica
A microeletrônica é um ramo da eletrônica, voltado à integração de circuitos eletrônicos, promovendo uma miniaturização dos componentes em escala microscópica. A área engloba tanto os processos físico-quimicos de fabricação dos circuitos integrados como o projeto do circuito em si. São considerados ramos desta área, igualmente, o desenvolvimento de software de apoio ao projeto de circuitos, modelagem de componentes, técnicas de teste, entre outras.
Os componentes utilizados na microeletrônica são construídos na escala de mícrons ou mesmo nanômetros, tornando-se parte do ramo de nanotecnologia. A redução no tamanho dos componentes utilizados vem, ao longo da história, seguindo a Lei de Moore. O conjunto de componentes usados para um mesmo projeto é tipicamente chamado de circuito integrado (CI), ou ainda, "chip". Alguns exemplos de circuitos integrados são memórias de computadores, processadores, modems e conversores analógicos digitais.
Os circuitos integrados são produzidos em wafers, discos de silício, normalmente de 300mm de diâmetro, sobre os quais são fabricadas estruturas laminares, em um processo denominado fotolitografia. Tipicamente, diversos circuitos eletrônicos (idênticos ou não) são fabricados em um mesmo wafer por vez, de modo a ocupar toda a área disponível. O custo de produção do circuito será o custo de fabricação do wafer, dividido pelo número de circuitos nele presentes (excluindo-se os defeituosos). Assim, um circuito é mais caro pelo fato de usar uma maior área do wafer - e, consequentemente, tendo um menor número de circuitos por wafer - e não necessariamente devido ao número de componentes presentes.

## Circuitos Analógicos x circuitos digitais
O projeto de circuitos integrados possui diferenças significativas quando feitos para circuitos analógicos e digitais. Esta diferença se reflete tanto no mercado de trabalho (profissionais trabalham, normalmente, em apenas um destes ramos) como em ferramentas utilizadas para o projeto dos circuitos. 
A diferença fundamental entre circuitos analógicos e circuitos digitais é o nível de abstração das grandezas envolvidas. Enquanto que circuitos digitais são elaborados para trabalhar com sinais lógicos, circuitos analógicos são elaborados para processar, criar ou analisar sinais de tensão e corrente.
Os circuitos integrados mais conhecidos hoje são circuitos digitais, tais como processadores e memórias. Eles são tipicamente produzidos através da combinação de transistores de modo a formar portas lógicas. O projeto de circuitos digitais permite um alto nível de abstração. Linguagens de descrição de circuitos integrados (tais como VHDL e Verilog) possuem grandes semelhanças com linguagens de programação de software.
Assim,como os circuitos digitais, circuitos analógicos fazem uso de transistores, capacitores e resistores. Entretanto, por trabalhar diretamente com os componentes físicos do sistema,o nível de abstração possível para um circuito analógico é bem menor quando comparado com um circuito digital. Assim sendo, pode-se falar em circuitos digitais com milhões de transistores em estruturas compiladas a partir de descrições em VHDL. Circuitos analógicos, por outro lado, demandam atenção detalhada do projetista - componente por componente.
Além destes, são considerados parte da microeletrônica os MEMS (do inglês "MicroElectroMechanical Systems", Sistemas microeletricomecânicos). Estes projetos apresentam apenas em parte uma concepção eletrônica, sendo, em larga medida, projetos mecânicos. Eles são usados para diversas aplicações, tais como micro sensores.

## Aspectos econômicos
A microeletrônica vem assumindo crescente importância no mundo atual, estando presente na informática, nas telecomunicações, nos controles de processos industriais, na automação dos serviços bancários e comerciais e nos bens de consumo. Quanto a esses últimos, ela aparece não apenas nos tradicionais segmentos de áudio e vídeo, mas de forma disseminada entre os eletrodomésticos, cada vez mais “inteligentes”, e os automóveis. 

## Cursos no Brasil
Existe um curso de graduação na Faculdade de Tecnologia de São Paulo (FATEC-SP) em Tecnologia em Materiais, Processos e Componentes Eletrônicos onde são estudados diversos aspectos da microeletrônica, desde as etapas de microfabricação de componentes eletrônicos até a física dos componentes. Existe também um Programa de Pós Graduação em Microeletrônica (PGMICRO) na Universidade Federal do Rio Grande do Sul (UFRGS) o curso tem natureza multidisciplinar e engloba conhecimentos nas áreas de Engenharia, Informática, Física e Química.  Gerando pesquisa e desenvolvimento e adsorvendo profissionais destas áreas.

Há também o curso de Sistemas Eletrônicos na graduação da Escola Politécnica da Universidade de São Paulo(POLI-USP). O estudante é conduzido a uma formação generalista de elétrica e eletrônica, mas aprofundando conceitos importantes da microeletrônica e do desenvolvimento de sistemas integrados.